# David Widhopff
David Widhopff (ukrainsk: Давид Осипович Видгоф, født 5. maj 1867 i Odesa, Det Russiske Kejserrige, død 20. juli 1933 i Saint-Clair-sur-Epte (sv), Frankrig) var en fransk maler, plakatkunstner og karikaturtegner af ukrainsk afstamning.
Widhopff fik sin første undervisning ved kunstskolen i Odesa, derefter ved Akademie der Bildenden Künste München.
Han rejste videre til Paris og Académie Julian hvor han blev undervist af Tony Robert-Fleury (en) og Jules Lefebvre. Efter et ophold i Brasilien hvor han grundlagde en kunstskole i delstaten Pará slog han sig ned i Montmartre hvor han blev venner med den tjekkiske maler Alfons Mucha og andre kunstnere fra Belle Époque.
Hans flair for illustrationer blev opdaget af kunsthandleren Ambroise Vollard (en), som bestilte plakater fra omkring 1900 og frem.
Han udstillede blandt andet på Salon d'Automne og Salon des Indépendants
| - Tegninger af David Widhopff - Portræt af Alfons Mucha, 1897 - Den franske digter Adolphe Retté (1863-1930) 1898 - Léon Deschamps, 1898 - Jules Fontanez, ca. 1901 - Annonce for Dubonnet, 1909 - Uden titel, ca. 1910 |

| - Plakater af David Widhopff - Årlig udstilling af studerende på Académie Julian, 1897 'Exposition annuelle des élèves de l'Académie Julian'. Paris, BnF. - Pilar Montero, o. 1900 - Le Courrier français illustré, 6. sept. 1906 - Forside til "La Baïonnette" 30. sep. 1915 |

| - Andre værker af David Widhopff - Borddækning, ca. 1900 Laying the table for lunch - Bokser i kamp med kænguru, 1924 Boxeur luttant avec un kangourou - Fænomenerne, 1924 Les Phénomènes |

| - Fisk med citroner Fish with Lemons (ukendt dato) - Have i Giverny Garden, Giverny (ukendt dato) - Pige med lilla blomst Girl with a Purple Flower (ukendt dato) - Porcelænsdukke Porcelain Doll (ukendt dato) - Stilleben med fisk Still Life with Fish (ukendt dato) - Landskab med blomstrende syren Landscape with Blooming Lilac (ukendt dato) - Stilleben med lilla roser Still-life with Purple Roses (ukendt dato) - Palmer ved bugten Palms on the Bay (ukendt dato) - Undervandsrige Underwater Kingdom (ukendt dato) |